# Евандро Гуерра
Евандро Гуерра (порт. Evandro Motta Guerra, нар. 27 грудня 1981) — бразильський волейболіст, олімпійський чемпіон 2016 року.

## Виступи на Олімпіадах
| Олімпіада           | Дисципліна | Місце |
| ------------------- | ---------- | ----- |
| Ріо-де-Жанейро 2016 | волейбол   | 1     |

## Зовнішні посилання
- Евандро Гуерра — олімпійська статистика на сайті Sports-Reference.com (англ.) (архівна версія)